# Harold Gray
Harold Lincoln Gray (* 20. Januar 1894 in Kankakee, Illinois; † 9. Mai 1968 in La Jolla, Kalifornien) war ein US-amerikanischer Comiczeichner. Bekannt wurde er durch seinen Comic-Strip Little Orphan Annie.
Nach Absolvierung seines Wehrdienstes arbeitete Gray zunächst als Graphiker für die Chicago Tribune, wo er von 1921 bis 1924 die Serie The Gumps von Sidney Smith letterte. Am 5. August 1924 startete er in der New York Daily News die Geschichte des kleinen Waisenmädchens Little Orphan Annie, die ursprünglich einen männlichen Protagonisten haben und Little Orphan Otto heißen sollte. Die Strips fanden zügig landesweit Verbreitung und die ersten Alben erschienen schon im Jahr 1926.
Weitere zeichnerische Aktivitäten von Gray waren die Comicreihe Private Lives, die er 1931 und 1932 zeichnete, sowie der Little Orphan Annie-Ableger Maw Green, der am 1. Januar 1933 startete und relativ kurzlebig war. Darüber hinaus unterstützte er von 1933 bis 1946 seinen Assistenten und Cousin Ed Leffingwell bei dessen Serie Little Joe, indem er die Texte schrieb und bei den Zeichnungen, insbesondere den Gesichtern, half. Little Orphan Annie zeichnete Gray bis zu seinem Tod im Jahr 1968.